# بوئینگ استارلاینر-۱

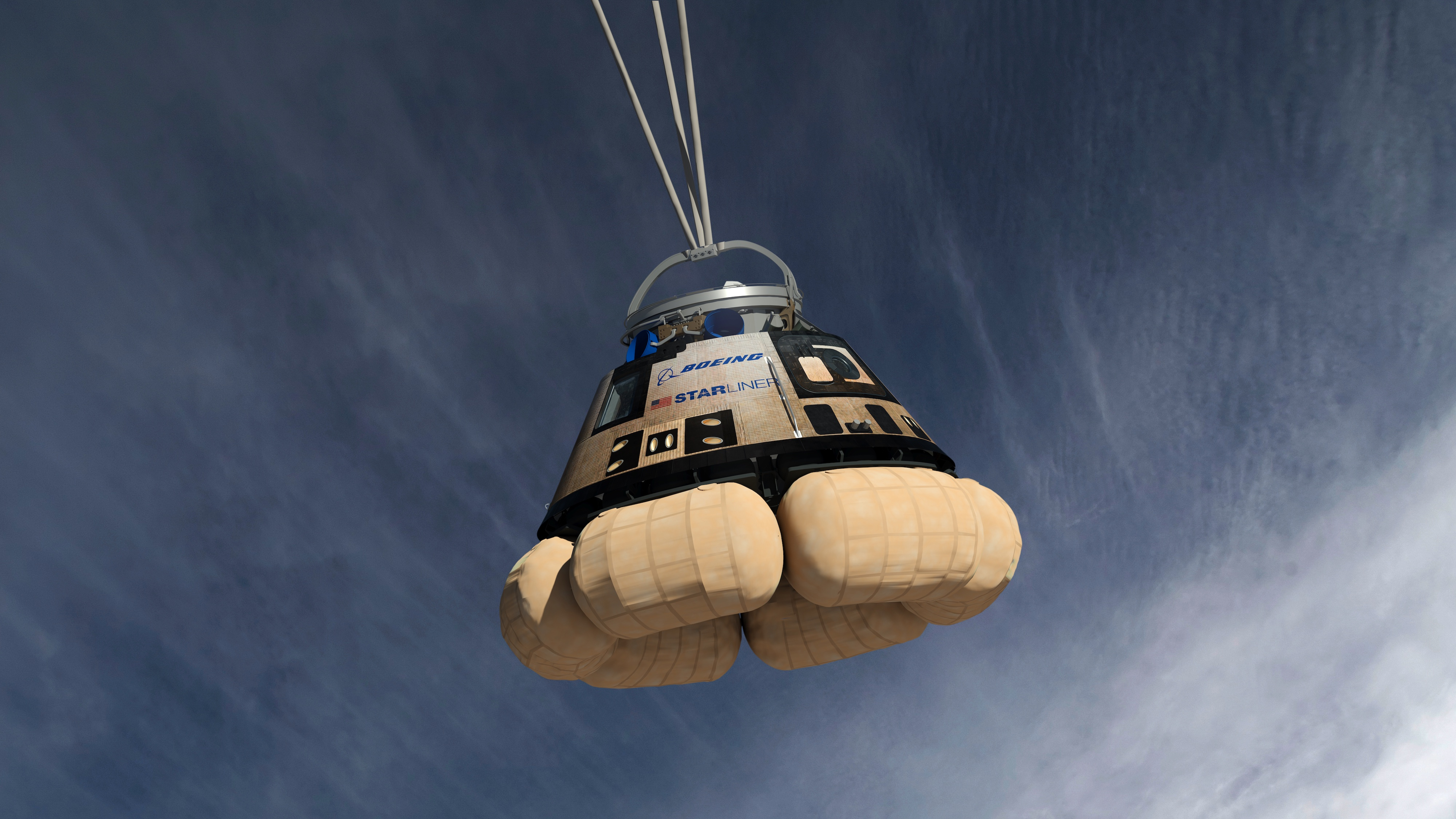
کپسول حمل فضانوردان در عملیات استارلاینر-۱

بوئینگ استارلاینر-۱ (به انگلیسی: Boeing Starliner-1)، اولین مأموریت سرنشین دار عملیاتی بوئینگ CST-100 به ایستگاه فضایی بین‌المللی است، و در مجموع چهارمین پرواز مداری مأموریت استارلاینر است. این مأموریت برای دسامبر سال ۲۰۲۱ میلادی و با چهار سرنشین، برنامه‌ریزی شده‌است و اعضای آینده «مأموریت ایستگاه فضایی بین‌المللی» را به ایستگاه منتقل می‌کند. این مأموریت چهارمین مأموریت آمریکایی با فرماندهی یک زن است که پس از STS-114، STS-934 و ST-120 است.